# Massimo Moia

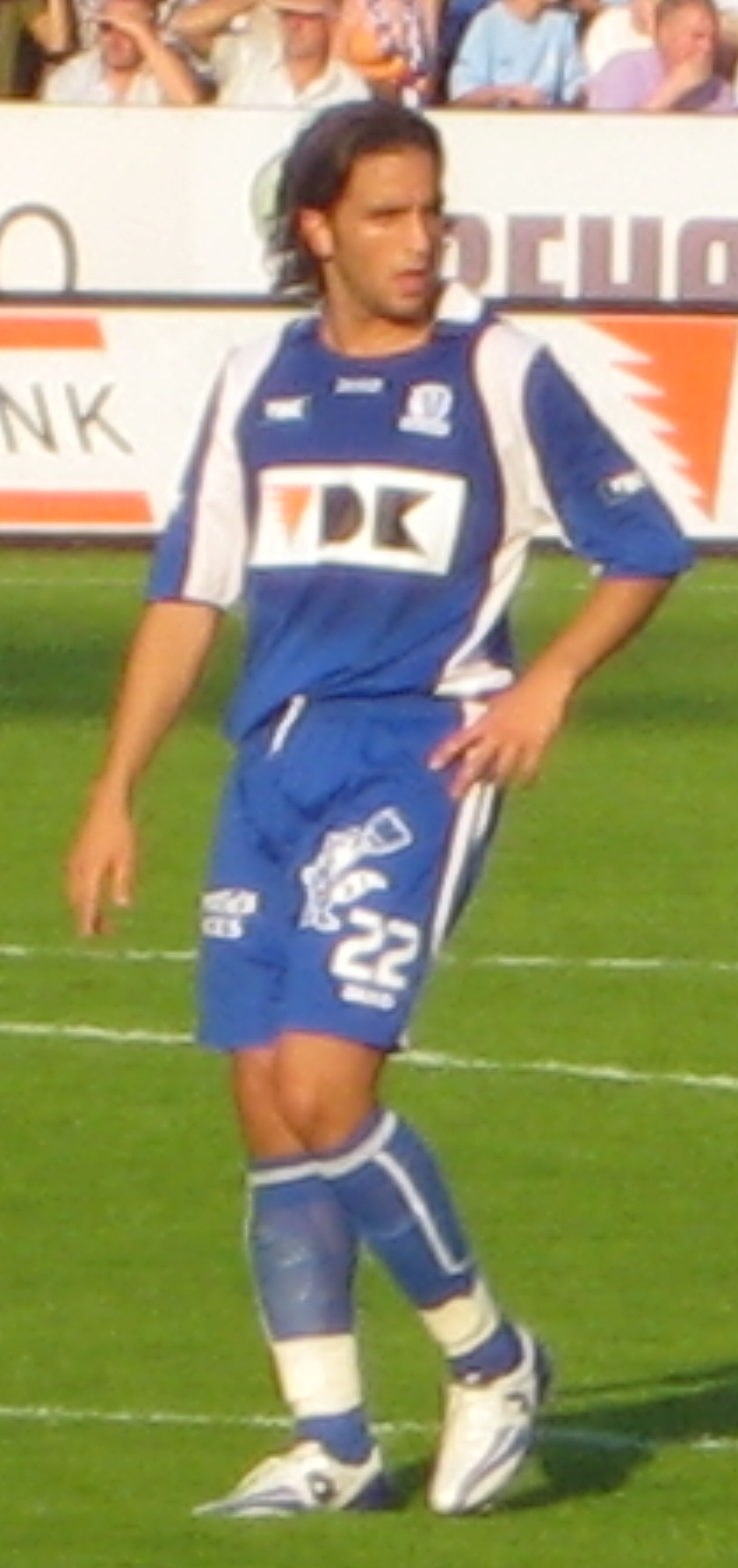
Massimo Moia

Massimo Moia (Luik, 9 maart 1987) is een Belgisch voetballer die uitkomt voor RCS Visé.
Zijn carrière begon bij FC Sochaux, waar hij niet doorbrak in het eerste elftal en de club mocht verlaten.
Moia koos voor KAA Gent. Op 20 november 2008 toonde Racing Genk interesse in de verdediger van Gent, maar SC Charleroi werd de nieuwe club van Moia. De linksback tekende er een contract tot 2009. Tijdens het seizoen 2009-2010 werd hij uitgeleend aan STVV, maar werd na een half seizoen terug naar Charleroi gestuurd. Op 18 december 2010 werd zijn contract, net als dat van Mohamed Chakouri, ontbonden. Hij trok naar AFC Tubize en verhuisde in de zomer van 2011 naar RCS Visé.

## Statistieken
| seizoen | club                      | land   | competitie     | wed. | goals |
| ------- | ------------------------- | ------ | -------------- | ---- | ----- |
| 2007/08 | KAA Gent                  | België | Jupiler League | 25   |       |
| 2008/09 | KAA Gent                  | België | Jupiler League | 5    | 0     |
| 2008/09 | Sporting Charleroi        | België | Jupiler League | 5    | 0     |
| 2009    | →Sint-Truidense VV (Loan) | België | Jupiler League | 3    | 0     |
| 2009/10 | Sporting Charleroi        | België | Jupiler League | 1    | 0     |
| 2009/10 | Sporting Charleroi        | België | Play-Off I     | 1    | 0     |
| 2010/11 | Sporting Charleroi        | België | Jupiler League | 6    | 0     |
| 2010/11 | AFC Tubize                | België | Exqi League    | 0    | 0     |
| 2011/12 | RCS Visé                  | België | Exqi League    |      |       |
|         |                           |        | Totaal         | 46   | 1     |